# Futbol'nyj Klub Tom' 2015-2016
Questa voce contiene dati e statistiche per la stagione 2015-2016 del Tom' Tomsk.

## Stagione
Nel corso della stagione ci fu un avvicendamento in panchina: a metà aprile Valerij Nepomnjaščij (da due anni alla guida della squadra) fu sostituito da Valerij Petrakov.
Dopo la delusione della precedente stagione, la squadra tornò a disputare i play-off, stavolta da terza classificata: l'avversaria fu stavolta il Kuban'. Dopo la sconfitta dell'andata per 1-0, la squadra ebbe la forza di ribaltare il punteggio grazie al 2-0 finale che valse il ritorno in massima serie.
In coppa il cammino fu immediatamente interrotto dalla sconfitta esterna contro il Bajkal Irkutsk.

## Rosa
| N. |                        | Ruolo | Calciatore        |
| -- | ---------------------- | ----- | ----------------- |
| 1  | Russia (bandiera)      | P     | Aleksey Solosin   |
| 3  | Russia (bandiera)      | D     | Daniil Chalov     |
| 4  | Russia (bandiera)      | C     | Evgenij Baškirov  |
| 5  | Russia (bandiera)      | C     | Pёtr Nemov        |
| 7  | Russia (bandiera)      | D     | Ivan Temnikov     |
| 8  | Russia (bandiera)      | C     | Sergej Kuznecov   |
| 9  | Russia (bandiera)      | A     | Kirill Pogrebnjak |
| 10 | Russia (bandiera)      | A     | Anzor Sanaia      |
| 11 | Russia (bandiera)      | C     | Georgi Nurov      |
| 12 | Russia (bandiera)      | D     | Michail Bašilov   |
| 13 | Bielorussia (bandiera) | C     | Pavel Njachajčyk  |
| 14 | Russia (bandiera)      | C     | Aleksandr Čerevko |
| 15 | Russia (bandiera)      | C     | Pavel Golyšev     |
| 17 | Russia (bandiera)      | C     | Aleksej Pugin     |
| 18 | Russia (bandiera)      | A     | Dmitri Golubov    |
| 19 | Russia (bandiera)      | D     | Pёtr Ten          |

| N. |                        | Ruolo | Calciatore                |
| -- | ---------------------- | ----- | ------------------------- |
| 21 | Bielorussia (bandiera) | D     | Maksim Bardačoŭ           |
| 23 | Russia (bandiera)      | D     | Georgi Dzhioev            |
| 24 | Russia (bandiera)      | C     | Andrej Ljach              |
| 25 | Rep. Ceca (bandiera)   | D     | Martin Jiránek (capitano) |
| 26 | Russia (bandiera)      | D     | Sergey Bendz              |
| 31 | Russia (bandiera)      | D     | Vitali Shakhov            |
| 32 | Russia (bandiera)      | C     | Nikita Baženov            |
| 34 | Russia (bandiera)      | C     | Evgeni Balyajkin          |
| 45 | Russia (bandiera)      | D     | Artem Yarmolitskiy        |
| 55 | Russia (bandiera)      | P     | Aleksandr Krivoruchko     |
| 64 | Russia (bandiera)      | C     | Anton Makurin             |
| 73 | Russia (bandiera)      | C     | Andrey Dyrdin             |
| 77 | Ucraina (bandiera)     | P     | Oleg Chuvaev              |
| 92 | Moldavia (bandiera)    | C     | Valeriu Ciupercă          |
| 93 | Russia (bandiera)      | C     | Al'bert Šaripov           |

## Risultati

### Campionato
| Tomsk 11 luglio 2015 1ª giornata | Tom' Tomsk | 4 – 1 referto | Spartak-2 Mosca | Trud Stadium |

| Voronež 15 luglio 2015 2ª giornata | Fakel Voronež | 1 – 3 referto | Tom' Tomsk | Central'nyj stadion profsojuzov |

| Tomsk 20 luglio 2015 3ª giornata | Tom' Tomsk | 2 – 1 referto | Bajkal Irkutsk | Trud Stadium |

| Tomsk 27 luglio 2015 4ª giornata | Tom' Tomsk | 2 – 3 referto | Zenit-2 | Trud Stadium |

| Tomsk 3 agosto 2015 5ª giornata | Tom' Tomsk | 1 – 3 referto | Arsenal Tula | Trud Stadium |

| Tomsk 10 agosto 2015 6ª giornata | Tom' Tomsk | 3 – 2 referto | Tosno | Trud Stadium |

| Tomsk 17 agosto 2015 7ª giornata | Tom' Tomsk | 4 – 0 referto | Torpedo Armavir | Trud Stadium |

| Tomsk 23 agosto 2015 8ª giornata | Tom' Tomsk | 1 – 0 referto | Gazovik Orenburg | Trud Stadium |

| Jaroslavl' 31 agosto 2015 9ª giornata | Šinnik | 0 – 1 referto | Tom' Tomsk | Stadio Šinnik |

| Tomsk 7 settembre 2015 10ª giornata | Tom' Tomsk | 1 – 1 referto | Volgar' Astrachan' | Trud Stadium |

| Krasnojarsk 14 settembre 2015 11ª giornata | Enisej | 1 – 2 referto | Tom' Tomsk |  |

| Tomsk 20 settembre 2015 12ª giornata | Tom' Tomsk | 1 – 1 referto | Tjumen' | Trud Stadium |

| Vladivostok 28 settembre 2015 13ª giornata | Luč-Ėnergija | 0 – 3 referto | Tom' Tomsk | Stadio Dinamo |

| Tomsk 4 ottobre 2015 14ª giornata | Tom' Tomsk | 2 – 0 referto | SKA-Ėnergija | Trud Stadium |

| Saratov 11 ottobre 2015 15ª giornata | Sokol Saratov | 1 – 2 referto | Tom' Tomsk | Stadio Lokomotiv |

| Tomsk 15 ottobre 2015 16ª giornata | Tom' Tomsk | 1 – 0 referto | Volga Nižnij Novgorod | Trud Stadium |

| Novosibirsk 19 ottobre 2015 17ª giornata | Sibir' | 1 – 0 referto | Tom' Tomsk | Manež «Zarja» |

| Tomsk 25 ottobre 2015 18ª giornata | Tom' Tomsk | 2 – 1 referto | Baltika | Trud Stadium |

| Nižnekamsk 1º novembre 2015 19ª giornata | KAMAZ | 0 – 1 referto | Tom' Tomsk | Stadio Neftechimik |

| Tomsk 8 novembre 2015 20ª giornata | Tom' Tomsk | 0 – 0 referto | Fakel Voronež | Trud Stadium |

| Krasnojarsk 15 novembre 2015 21ª giornata | Bajkal Irkutsk | 1 – 2 referto | Tom' Tomsk | Manež Futbol-Arena Enisej |

| Tomsk 21 novembre 2015 22ª giornata | Zenit-2 | 0 – 0 referto | Tom' Tomsk | Trud Stadium |

| Tula 25 novembre 2015 23ª giornata | Arsenal Tula | 1 – 2 referto | Tom' Tomsk | Stadio Arsenal |

| San Pietroburgo 29 novembre 2015 24ª giornata | Tosno | 3 – 1 referto | Tom' Tomsk | SK Petrovskij (MSA) |

| Armavir 12 marzo 2016 25ª giornata | Torpedo Armavir | 1 – 1 referto | Tom' Tomsk | Stadion Junost' |

| Orenburg 16 marzo 2016 26ª giornata | Gazovik Orenburg | 1 – 0 referto | Tom' Tomsk | Stadio Gazovik |

| Tomsk 20 marzo 2016 27ª giornata | Tom' Tomsk | 1 – 1 referto | Šinnik | Trud Stadium |

| Astrachan' 27 marzo 2016 28ª giornata | Volgar' Astrachan' | 1 – 1 referto | Tom' Tomsk | Stadio Centrale |

| Tomsk 3 aprile 2016 29ª giornata | Tom' Tomsk | 2 – 1 referto | Enisej | Trud Stadium |

| Tjumen' 7 aprile 2016 30ª giornata | Tjumen' | 1 – 1 referto | Tom' Tomsk | Stadio Centrale |

| Tomsk 11 aprile 2016 31ª giornata | Tom' Tomsk | 0 – 2 referto | Luč-Ėnergija | Trud Stadium |

| Chabarovsk 18 aprile 2016 32ª giornata | SKA-Chabarovsk | 1 – 0 referto | Tom' Tomsk | Stadion SKA DVO im. V. I. Lenina |

| Tomsk 25 aprile 2016 33ª giornata | Tom' Tomsk | 2 – 1 referto | Sokol Saratov | Trud Stadium |

| Nižnij Novgorod 2 maggio 2016 34ª giornata | Volga Nižnij Novgorod | 3 – 2 referto | Tom' Tomsk | Stadio Lokomotiv |

| Tomsk 6 maggio 2016 35ª giornata | Tom' Tomsk | 1 – 0 referto | Sibir' | Trud Stadium |

| Kaliningrad 10 maggio 2016 36ª giornata | Baltika | 0 – 3 referto | Tom' Tomsk | Stadio Baltika |

| Tomsk 15 maggio 2016 37ª giornata | Tom' Tomsk | 2 – 0 referto | KAMAZ | Trud Stadium |

| Mosca 21 maggio 2016 38ª giornata | Spartak-2 Mosca | 0 – 1 referto | Tom' Tomsk | CUSK Spartak |

### Play-off
| Krasnodar 24 maggio 2016 Andata | Kuban' | 1 – 0 referto | Tom' Tomsk | Stadio Kuban' |

| Tomsk 27 maggio 2016 Ritorno | Tom' Tomsk | 2 – 0 referto | Kuban' | Trud Stadium |

### Coppa di Russia
| Irkutsk 27 agosto 2015 Quarto turno | Bajkal Irkutsk | 3 – 2 referto | Tom' Tomsk | Trud Stadium |